# Willie Pearse
William James Pearse (en irlandais : Uilliam Seamus Mac Piarais; (15 novembre 1881 – 4 mai 1916) est un républicain irlandais exécuté pour son rôle dans l'insurrection de Pâques. Il est le frère cadet de Patrick Pearse, un leader du soulèvement.

## Biographie
Willie Pearse est né à Dublin et vit toute sa vie dans l'ombre de son frère auquel il est dévoué et avec qui il noue une relation particulièrement étroite.
Pearse hérite des capacités artistiques de son père et devient sculpteur. Il fait ses études à la Christian Brothers School de Westland Row. Il étudie à la Metropolitan School of Art de Dublin auprès d'Oliver Sheppard (en). Il étudie également l'art à Paris. Alors qu'il fréquente la Kensington School of Art de Londres il se fait remarquer pour plusieurs de ses œuvres. Certaines de ses sculptures se trouvent dans la cathédrale de Limerick, la cathédrale Saint-Eunan et Saint-Columba, Letterkenny et plusieurs églises de Dublin. Il est formé pour reprendre l'entreprise de tailleur de pierre de son père, mais y renonce pour participer à la direction de l'école Saint-Enda que Patrick a fondée en 1908. Il est impliqué dans les arts et le théâtre à St. Enda et contribue au fonctionnement général de l'école.

## Insurrection de Pâques
Pearse suit son frère dans les Volontaires irlandais et le mouvement républicain. Il participe à l'insurrection de Pâques en 1916, restant toujours aux côtés de son frère à la Poste générale. Après sa reddition, il est traduit en cour martiale et condamné à mort.
Le 3 mai, Pearse obtient la permission de rendre visite à son frère dans la prison de Kilmainham, pour le voir pour la dernière fois. Cependant, alors que Willie est en route, Patrick est exécuté le premier. Willie est exécuté le 4 mai.